# Tanaecium crucigerum
Tanaecium crucigerum là một loài thực vật có hoa trong họ Chùm ớt. Loài này được Seem. miêu tả khoa học đầu tiên năm 1856.